# Juan Villoro
Juan Villoro Ruiz (Città del Messico, 24 settembre 1956) è uno scrittore, giornalista, traduttore professore universitario messicano.
È uno degli intellettuali messicani contemporanei più attivi e importanti;  punto di riferimento per l'impegno sociale nel suo Paese e in tutti coloro che parlano spagnolo, ha ricevuto il Rey de España Journalism Award per un'indagine sul narcoterrorismo messicano.  Altri premi includono il Premio Villaurrutía nel 1999, il Premio Herralde de Novela nel 2004 e, nel 2007, il Premio Antonin Artaud per la narrativa dell'Ambasciata di Francia.